# Barbie (film)
Pour les articles homonymes, voir Barbie.
Pour plus de détails, voir Fiche technique et Distribution.
Barbie est un film américano-britannique co-écrit et réalisé par Greta Gerwig, sorti en 2023.
Il est basé sur la gamme de poupées du même nom de la société Mattel, qui produit d'ailleurs le film, et constitue la première production en prise de vues réelles issue de l'univers de la poupée après plusieurs longs métrages et séries télévisées d'animation.
Le film réalise le meilleur démarrage de l’année 2023 aux États-Unis, et le meilleur démarrage de tous les temps pour un film réalisé par une femme, obtenant 155 millions de dollars sur le territoire américain pour son premier week-end de diffusion au cinéma,,,. Il atteint la quatorzième place de la liste des plus gros succès du box-office mondial, avec plus de 1,4 milliard de recettes,,.

## Synopsis

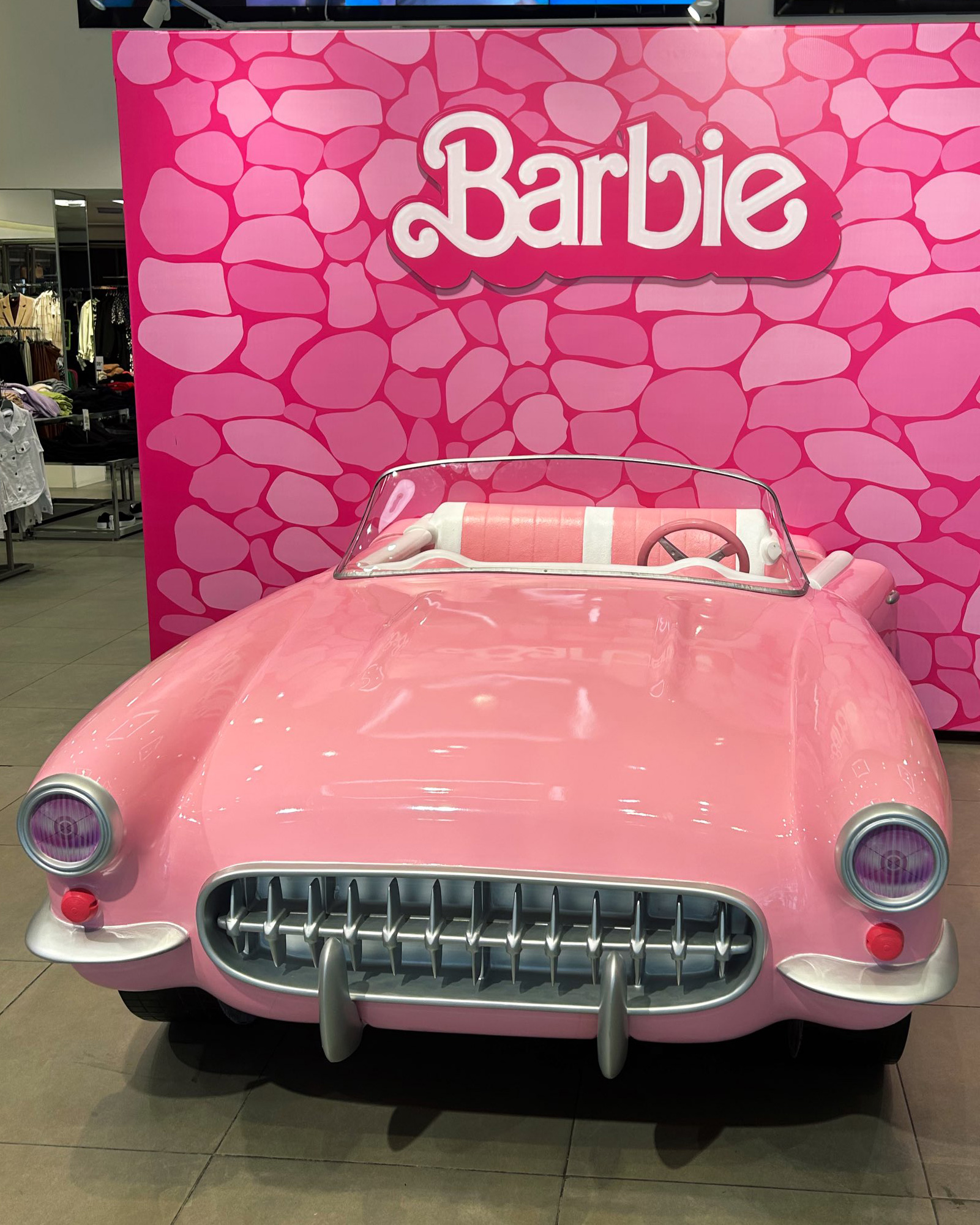
Réplique de la Chevrolet Corvette de 1956 conduite par Barbie dans le film, elle-même réplique d'un jouet Mattel.

Barbie stéréotypée (Barbie) et une large panoplie de Barbie résident toutes à Barbieland, incarnant des poupées sûres d'elles, joyeuses, insouciantes et persuadées d'avoir rendu les filles humaines heureuses. Alors que leurs homologues Ken passent leurs journées à se livrer à des activités balnéaires, les Barbie occupent tous les postes importants : elles sont médecins, avocates, écrivaine, sirène et même présidente. Ken Plage (Ken) n'est heureux qu'avec Barbie et cherche une relation plus étroite avec elle sans savoir forcément laquelle puisqu'ils ne sont pas sexués, mais Barbie préfère s'amuser avec les autres Barbie.
Au cours d'une soirée dansante, Barbie est soudainement prise de pensées morbides. Le lendemain, elle constate qu'elle n'est plus apte à sa routine habituelle et découvre que ses pieds sont plats et qu'elle a de la cellulite. Barbie bizarre, une paria sage et défigurée, affirme que pour guérir elle doit voyager dans le vrai monde et trouver l'enfant dont elle est le jouet. En route vers le monde réel, Barbie trouve Ken allongé sur la banquette arrière de sa Chevrolet rose. Elle ne peut qu'accepter à contrecœur qu'il l'accompagne dans son périple.
Arrivés à Venice Beach, Barbie et Ken provoquent l'étonnement et l'hilarité des passants. Barbie est confrontée au harcèlement sexuel, elle et Ken sont brièvement arrêtés par la police car Barbie a frappé un homme qui lui a mis la main aux fesses. Le PDG de Mattel, prévenu, décide de tout faire pour les retrouver. Barbie retrouve alors sa propriétaire, une préadolescente, appelée Sacha, qui lui reproche d'encourager et de favoriser des normes de beauté irréalistes, allant même jusqu'à traiter Barbie de fasciste. Désemparée, Barbie est capturée par le PDG de Mattel. Parvenant à s'enfuir, elle se retrouve face à une femme âgée énigmatique puis est sauvée par Gloria, la mère de Sacha, employée de Mattel. Barbie comprend que Gloria est le catalyseur de sa crise existentielle. Gloria a commencé à jouer avec la Barbie de Sacha lorsque celle-ci s'est opposée à sa mère donnant lieu à une véritable crise d'identité, transférant par inadvertance ses préoccupations à Barbie. Gloria et Sacha sauvent Barbie du PDG de Mattel et toutes trois voyagent vers Barbieland. Mais le PDG et son équipe tenteront de les poursuivre, jusqu'à Barbieland.
Pendant ce temps, Ken découvre le système patriarcal et se sent enfin important et accepté. De retour à Barbieland, il persuade les autres Ken de prendre le pouvoir. Les Barbie sont alors asservies et deviennent des femmes au service des Ken, leur servent leurs bières et ont perdu toutes leurs compétences et pouvoirs. Lorsqu'elle rentre du monde réel, Barbie essaie de convaincre Ken et les Barbie de revenir à la raison et de réinstaller l'ancien système. Face à leur refus, Barbie déprime mais Gloria lui redonne confiance par un discours féministe. Avec l'aide de Sacha, Gloria, Barbie bizarre et Allan, les Barbie se libèrent des Ken. Les Kens sont occupés à se battre entre eux, ce qui donne à Barbie l'occasion de reprendre le contrôle et de changer la nouvelle Constitution qui était destinée à soutenir la supériorité masculine. Les Barbies ont ensuite mis en place une nouvelle constitution contre le patriarcat.
Barbie et Ken s'excusent mutuellement et reconnaissent leur échec respectif et alors que le PDG de Mattel et son équipe arrivent et assistent à la scène émotionnelle. Ken déplore qu'il n'ait pas d'identité ou de but sans Barbie. Celle-ci l'encourage à trouver une identité autonome. Barbie, elle, reste incertaine de son propre but et de son identité. C'est alors que l'esprit de la cofondatrice de Mattel Ruth Handler arrive et explique que l'histoire de Barbie n'a pas de fin définie et que son histoire en constante évolution dépasse celle de ses racines. Barbie décide de devenir humaine en ayant conscience que cette décision implique une mort certaine. Elle revient ainsi dans le monde réel. Quelque temps plus tard, Gloria, son mari et Sacha emmènent Barbie, qui s'appelle désormais Barbara Handler, en l'hommage à la fille de Ruth Handler dont le prénom inspira le nom Barbie, à son premier rendez-vous gynécologique.

## Fiche technique
Sauf indication contraire, les informations mentionnées dans cette section peuvent être confirmées par la base de données cinématographiques IMDb,  présente dans la section « Liens externes ».
- Titre original : Barbie[note 1]
- Réalisation : Greta Gerwig
- Scénario : Noah Baumbach et Greta Gerwig
- Musique : Mark Ronson et Andrew Wyatt (en)
- Décors : Sarah Greenwood (en)
- Costumes : Jacqueline Durran
- Photographie : Rodrigo Prieto
- Montage : Nick Houy (de)
- Production : David Heyman, Margot Robbie, Tom Ackerley et Robbie Brenner
- Production déléguée : Greta Gerwig, Noah Baumbach, Ynon Kreiz, Richard Dickson, Michael Sharp, Josey McNamara, Courtenay Valenti, Toby Emmerich et Cate Adams
- Sociétés de production : Heyday Films, LuckyChap Entertainment (en), NB/GG Pictures et Mattel Films
- Société de distribution : Warner Bros. Pictures
- Budget : 145 millions de dollars[8]
- Pays de production :  États-Unis et  Royaume-Uni
- Langue originale : anglais
- Format : couleur — 2,00:1 — son Dolby Digital
- Genre : comédie
- Durée : 114 minutes
- Date de sortie :
  - États-Unis : 9 juillet 2023 (première mondiale au Shrine Auditorium)[9] ; 21 juillet 2023 (sortie nationale)
  - Royaume-Uni : 12 juillet 2023 (première européenne au Cineworld de Leicester Square)[9] ; 21 juillet 2023 (sortie nationale)
  - France, Belgique, Suisse romande et Luxembourg : 19 juillet 2023
  - Canada : 21 juillet 2023
- Classification :
  - États-Unis : PG-13 (accord parental recommandé, film déconseillé aux moins de 13 ans)
  - Royaume-Uni : 12A (pour les 12 ans et plus, moins de 12 ans autorisés si accompagnés par un majeur)[10]
  - France : tous publics[11]
  - Belgique : déconseillé aux moins de 9 ans[12]
  - Suisse romande : interdit aux moins de 8 ans[13]
  - Luxembourg : accessible aux personnes âgées de 6 ans et plus[14]
  - Québec : G - Général (tous publics)[15]

## Distribution

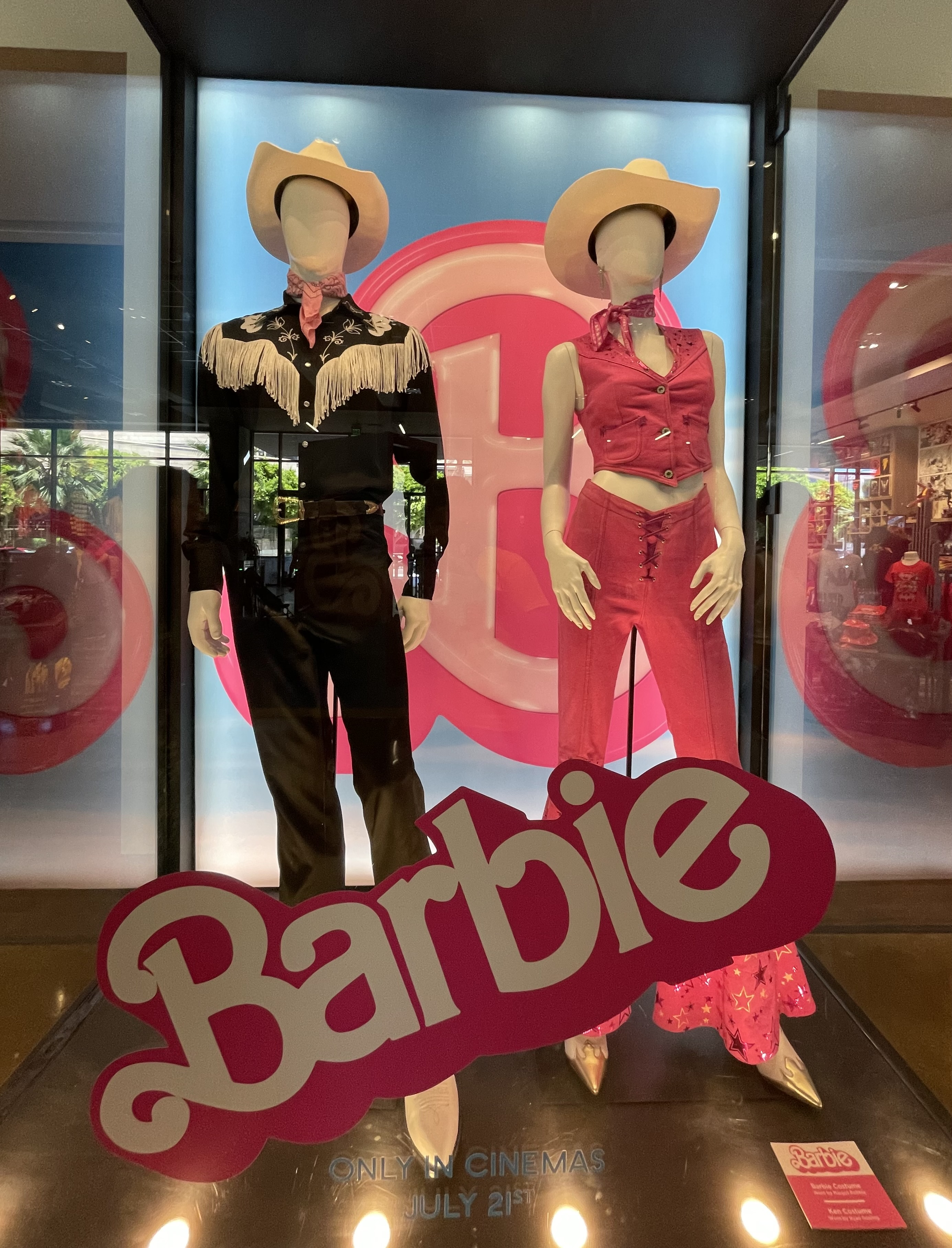
Costumes de Barbie et Ken portés par Margot Robbie et Ryan Gosling, au Warner Bros. Studio Tour à Hollywood.

### Poupées
- Margot Robbie (VF : Dorothée Pousséo ; VQ : Catherine Brunet) : Barbie / Barbie Stéréotypée / Barbara Handler
- Ryan Gosling (VF : Alexandre Gillet ; VQ : Jean-Philippe Baril Guérard) : Ken / Ken Plage
- Les autres Barbie :
  - Kate McKinnon (VF : Juliette Poissonnier ; VQ : Catherine Hamann) : Barbie Bizarre
  - Issa Rae (VF : Fily Keita ; VQ : Sofia Blondin) : Barbie Présidente
  - Alexandra Shipp (VF : Aurélie Konaté ; VQ : Naïla Louidort) : Barbie Écrivaine
  - Hari Nef (VF : Agathe Cemin) : Barbie Médecin
  - Emma Mackey (VF : elle-même) : Barbie Physicienne
  - Sharon Rooney (VF : Elsa Bougerie) : Barbie Avocate
  - Ana Cruz Kayne (VF : Cathy Immelen) : Barbie Juge
  - Ritu Arya : Barbie Journaliste
  - Dua Lipa (VF : Léna Mahfouf) : Barbie Sirène
  - Nicola Coughlan : Barbie Diplomate
  - Mette Towley (en) (VF : Meaghan Dendrael) : Barbie Video Girl
  - Marisa Abela  : Barbie Je te parle
  - Lucy Boynton : Barbie Proust
- Les autres Ken :
  - Simu Liu (VF : Arthur Khong ; VQ : Maël Davan-Soulas) : Ken Rival
  - Kingsley Ben-Adir (VF : Eilias Changuel ; VQ : Iannicko N'Doua) : Ken Basketteur
  - Scott Evans (VF : Marc Arnaud) : Ken Stéréotypé
  - Ncuti Gatwa (VF : Jonathan Gimbord) : Ken Touriste
  - John Cena (VF : Sébastien Frit) : Ken Triton
  - Rob Brydon : Ken Sugar Daddy
  - Tom Stourton (en) : Ken Boucle d'oreille magique
- Michael Cera (VF : Hervé Grull ; VQ : Nicholas Savard L'Herbier) : Allan
- Emerald Fennell : Midge, la poupée enceinte
- Les Skipper :
  - Erica Ford : Skipper
  - Hannah Kalique-Brown (VF : Amandine Bataille ; VQ : Alice Déry) : Skipper Growing-Up

### Humains
- America Ferrera (VF : Emmanuelle Rivière ; VQ : Alice Pascual) : Gloria
- Ariana Greenblatt (VF : Jaynelia Coadou ; VQ : Emma Bao Linh Tourné) : Sasha, la fille de Gloria
  - Genvieve Toussaint : Sasha enfant
- Rhea Perlman (VF : Françoise Pavy ; VQ : Johanne Garneau) : Ruth Handler
- Helen Mirren (VF : Annie Le Youdec ; VQ : Claudine Chatel) : la narratrice (voix)
- Will Ferrell (VF : Maurice Decoster ; VQ : François Godin) : le PDG de Mattel
- Connor Swindells (VF : Xavier Couleau ; VQ : Jérémie Desbiens) : Aaron Dinkins, l'employé de Mattel
- Jamie Demetriou : le DAF de Mattel
- Ann Roth : la femme sur le banc
- Will Merrick : un employé de Mattel
- Andrew Leung (VF : Julien Mior) : l'assistant du PDG de Mattel
- Asim Chaudhry : un employé de l'usine Mattel
- Annie Mumolo : une femme devant l'école
- Lauren Holt (en) : la mère à l'école
- Ray Fearon (VF : Baptiste Marc) : Dan, l'agent du FBI

Version française
- Studio de doublage : Dubbing Brothers
- Direction artistique : Barbara Tissier
- Adaptation : Linda Bruno

 Source et légende : version française (VF) sur RS Doublage et d'après le carton du doublage français.

## Production

### Genèse et développement

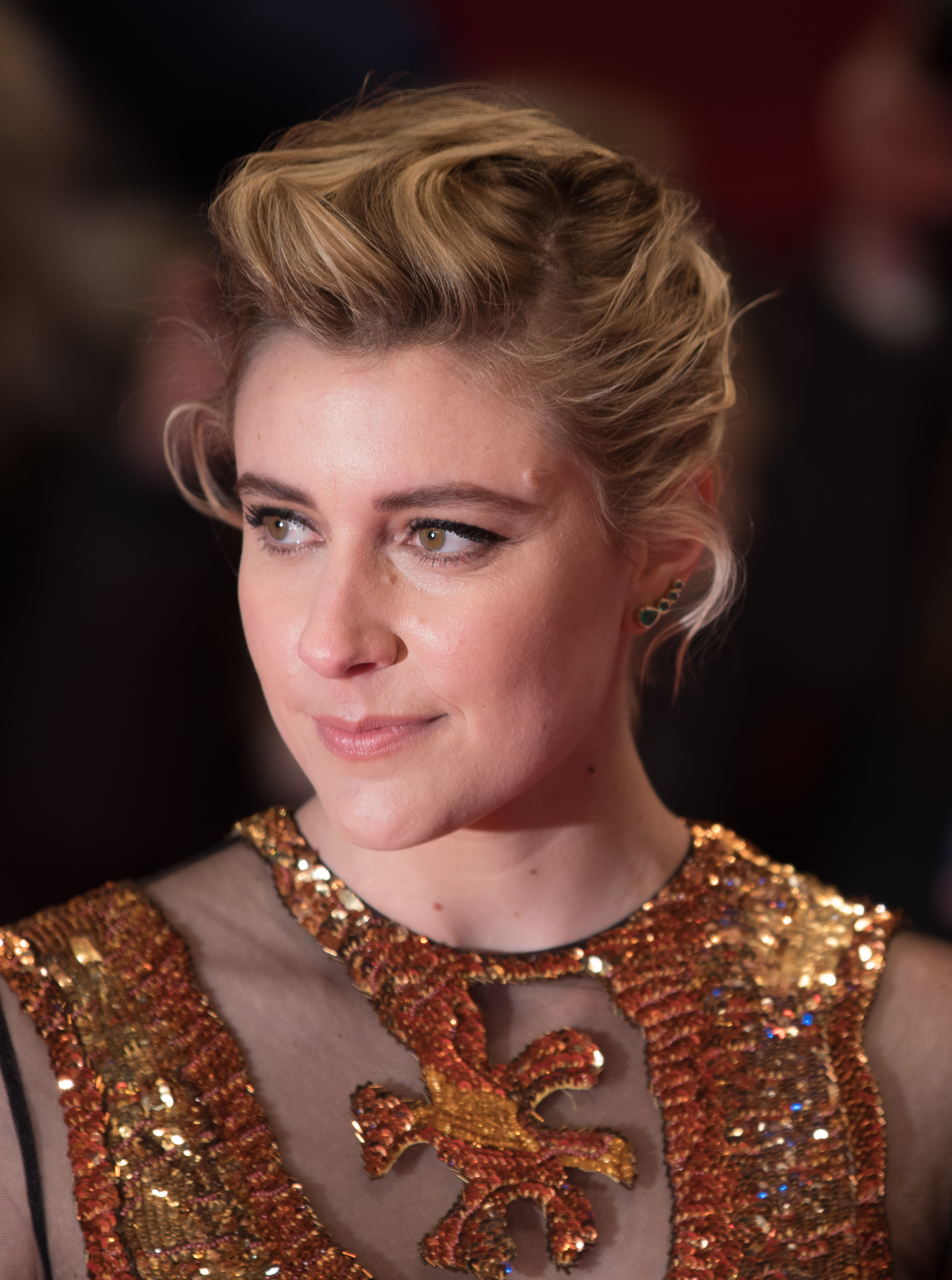
Greta Gerwig, réalisatrice et co-scénariste du film.

En 2009, Mattel signe un partenariat avec Universal Pictures et le producteur Laurence Mark afin de produire un film en prise de vues réelles centré sur la poupée Barbie, l'une des gammes les plus célèbres de la société américaine. Mais le projet ne décolle jamais et le partenariat prend fin.
En 2014, le studio Sony Pictures s'associe avec Mattel pour développer un film sur Barbie. Walter F. Parkes, Laurie MacDonald et Amy Pascal sont annoncés à la production et Jenny Bicks signe pour écrire le film. En mars 2015, Diablo Cody rejoint le projet afin de retoucher le scénario néanmoins, en fin d'année, il est dévoilé que Sony Pictures aurait engagé trois scénaristes pour qu'ils proposent chacun un scénario différent et que le studio choisirait le meilleur,. C'est le scénario écrit par Hilary Winston qui est sélectionné par le studio.
Alors que la sortie du film est fixée à l'été 2017, l'actrice Amy Schumer rejoint le projet pour interpréter Barbie en décembre 2016,. The Hollywood Reporter dévoile que le film suivra une Barbie renvoyée du monde des Barbies et qui se retrouve obligée de s'intégrer dans le monde réel dans le corps d'une femme imparfaite. Amy Schumer finit par quitter le projet en raison d'un conflit d'emplois du temps. Quelques années plus tard, Schumer dévoilera que son départ était en réalité dû a des divergences artistiques liées à la première version du script. Au même moment, le film n'a toujours pas de réalisateur. Finalement, en août 2017, Anne Hathaway signe pour le rôle de Barbie et Alethea Jones est engagée pour réaliser le film.
Le film est alors repoussé à l'été 2018. Au cours de l'année 2017, Sony Pictures choisit finalement de changer de direction, met de côté le concept original du film et finit par le repousser à l'été 2020,. En avril 2018, Diablo Cody dévoile avoir quitté le projet car elle était occupée à écrire un autre film, Tully, et car elle avait l'impression de ne pas être la bonne personne pour ce scénario. Quand Mattel relance sa division Mattel Films en 2018, Barbie est placé en priorité. En octobre 2018, Sony Pictures perd le film et Warner Bros. récupère le projet en tant que distributeur. Margot Robbie entre alors en discussions pour le rôle de Barbie à la suite du départ d'Hathaway.
En janvier 2019, Mattel signe officiellement avec Robbie et sa société de production, LuckyChap Entertainment. Quelques mois plus tard, Greta Gerwig est engagée pour réaliser le film mais également pour l'écrire avec Noah Baumbach,. Warner Bros. fixe le début de la production pour 2022 pour une sortie l'année suivante.

### Écriture
Le studio a donné à Greta Gerwig et Noah Baumbach une liberté totale pour l'écriture du scénario du film, qu'ils ont écrit pendant le confinement dû à la pandémie de Covid-19. Afin de développer le concept du film, Gerwig avait écrit un poème sur Barbie en s'inspirant du symbole des apôtres. Pour l'arc narratif du personnage, elle s'est inspirée d'un essai de Mary Pipher (en), intitulé Reviving Ophelia (en), qui examine les effets de la pression sociale sur les adolescentes américaines. Elle s'est également inspirée de l'univers des films musicaux des années 1940 à 1960, notamment Les Chaussons rouges et Les Parapluies de Cherbourg, déclarant : 

« Ils ont un certain niveau de ce qu’on appelait l'artificiel authentique. Vous avez un ciel peint sur un plateau de tournage. Ce qui est une illusion, mais qui est également réellement là. Le fond peint est vraiment là. La tangibilité de l'artifice est une chose à laquelle nous n'avons cessé de revenir. »

### Attribution des rôles

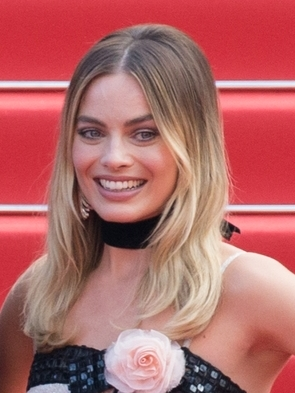
Margot Robbie, l'interprète de Barbie, est également l'une des productrices du film.

Margot Robbie décroche le rôle en janvier 2019, après l'arrivée du projet chez Warner Bros.. En octobre 2021, Ryan Gosling signe pour le rôle de Ken, le compagnon de Barbie.
En février 2022, America Ferrera, Simu Liu, Kate McKinnon et Ariana Greenblatt rejoignent la distribution du film. Le mois suivant, les actrices Alexandra Shipp et Emma Mackey signent à leur tour,. En avril, Will Ferrell rejoint également la distribution du film. Il est suivi par Issa Rae, Michael Cera, Hari Nef, Kingsley Ben-Adir, Rhea Perlman, Ncuti Gatwa, Emerald Fennell, Sharon Rooney, Scott Evans, Ana Cruz Kayne, Connor Swindells, Ritu Arya et Jamie Demetriou,.

### Tournage
Le tournage a débuté le 22 mars 2022 aux Warner Bros. Studios Leavesden, au Royaume-Uni. Il s'est terminé le 15 juillet 2022. Des scènes en extérieurs ont également été tournées à Los Angeles en Californie, notamment au skatepark de Venice Beach Des scènes additionnelles ont ensuite été tournées en avril 2023, de nouveau à Los Angeles.

### Décors

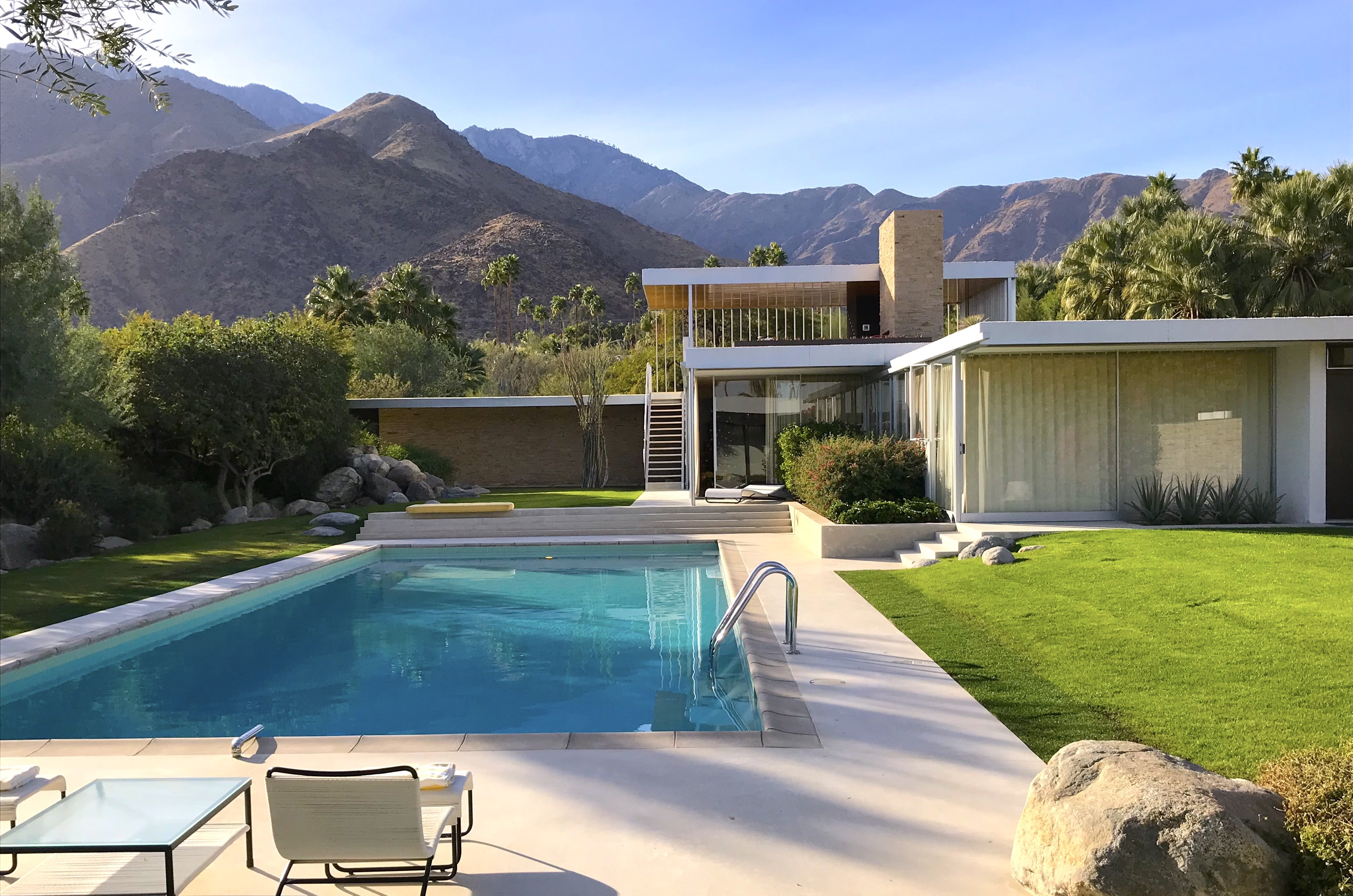
La Kaufmann Desert House de Richard Neutra à Palm Springs, inspiration pour la maison de Barbie dans le film.

Les décors du films ont été créés par Sarah Greenwood en collaboration avec la décoratrice Katie Spencer. Pour la maison de Barbie, elles se sont inspirées de l'architecture californienne moderne, principalement présente dans la municipalité de Palm Springs, et notamment de la Kaufmann Desert House construite par l'architecte américain Richard Neutra en 1946. Le travail du photographe américain Slim Aarons était également l'une de leurs sources d'inspiration. Greenwood et Spencer ont dévoilé avoir commandé une maison de Barbie sur Amazon afin de pouvoir l'étudier.
Greta Gerwig voulait faire ressortir toutes les caractéristiques les plus drôles et parfois ridicules de la maison de Barbie, s'inspirant des différents modèles édités par Mattel depuis l'existence de la gamme. Elle cite notamment les films Pee-Wee Big Adventure et Un Américain à Paris, ainsi que les peintures de Wayne Thiebaud comme ses inspirations pour la création de la maison dans le film : 

« Il fallait que tout soit tactile, car les jouets sont, par dessus tout, des choses que vous touchez. »

Pour la construction des décors du monde des Barbie, la réalisatrice a souhaité utiliser des effets pratiques plutôt que d'utiliser des effets spéciaux numériques. Il a été dévoilé qu'une énorme quantité de peinture rose fluorescente de la marque Rosco a été utilisée pour les décors, épuisant toutes les quantités disponibles.

### Costumes
Les costumes du film ont été créés par Jacqueline Durran, marquant sa seconde collaboration avec Greta Gerwig après Les Filles du docteur March en 2019. Pour s'accorder avec le style visuel du monde de Barbieland, Durran et son équipe ont développé des costumes s'inspirant des combinaisons de couleurs utilisées dans les années 1950 et des tenues à la mode sur la Côte d'Azur au début des années 1960. Les tenues de l'actrice française Brigitte Bardot ont également été une source d'inspiration importante pour la costumière. Pour le personnage de Ken, Durran s'est inspirée de la mode sportswear des années 1980. Lors de la création des costumes du personnage, l'acteur Ryan Gosling lui a suggéré de créer des sous-vêtements à l'image de ceux de la marque Calvin Klein mais avec le nom du personnage au lieu de celui de la marque.
Pour le film, Durran a réadapté plusieurs tenues issues de véritables poupées Barbie, comme celle de la collection Western de 1993 ou encore de la collection Star du Patinage de 1994. Bien que la majorité des tenues du film soient des créations de Durran et son équipe, des pièces d'archives de la maison Chanel ont également été utilisées pour certains costumes.
Dans une interview pour l'édition britannique de Vogue, la costumière dévoile qu'elle voit les poupées Barbie comme 
un moyen très utile d'examiner différentes façons de voir la féminité, ce que cela signifie, à qui elle appartient et à qui elle s'adresse[pas clair]. C'est avec cette vision en tête qu'elle a développé les costumes des différents personnages.

### Musique
Singles
1. Dance the Night
Sortie : 26 mai 2023
2. WATATI
Sortie : 2 juin 2023
3. Angel
Sortie : 9 juin 2023
4. Barbie World
Sortie : 23 juin 2023
5. Speed Drive
Sortie : 30 juin 2023
6. Barbie Dreams
Sortie : 7 juillet 2023
7. What Was I Made For?
Sortie : 13 juillet 2023
8. Man I Am
Sortie : 21 juillet 2023

En septembre 2022, le compositeur français Alexandre Desplat rejoint la production pour composer la musique du film, ce qui aurait marqué sa seconde collaboration avec Greta Gerwig après Les Filles du docteur March en 2019. Néanmoins, Desplat quitte le projet en raison d'un conflit d'emplois du temps, il est alors remplacé par Mark Ronson et Andrew Wyatt.
Ronson et Wyatt se sont chargés de créer une bande-originale qui s'accordait avec la vision de Greta Gerwig. Pour les aider, la réalisatrice avait créé une playlist contenant plusieurs chansons l'ayant inspirée pour le film. Durant la phase de postproduction, Ronson et Gerwig ont également envoyé des passages du film aux artistes qu'ils souhaitaient voir figurer dans la bande-originale afin de les aider à trouver l'inspiration pour leurs chansons.
Au moment du lancement de la production, il est dans un premier temps confirmé par le manager du groupe Aqua que la chanson Barbie Girl ne figurerait pas dans le film. Lors de la sortie de la chanson en 1997, Mattel avait attaqué le groupe en justice pour violation de marque déposée ainsi que pour avoir fait du personnage un objet sexuel. Néanmoins, lors de la publication de la seconde bande-annonce, il est finalement dévoilé qu'une nouvelle version de la chanson apparaîtra dans le film. Cette version a été enregistrée en collaboration avec les rappeuses américaines Nicki Minaj et Ice Spice.
Un album intitulé Barbie: The Album, composé de chansons originales inspirées par le film a été publié en juillet par Atlantic Records. Le premier single, Dance the Night interprété par Dua Lipa est publié le 26 mai 2023.
Le single Dance the Night de Dua Lipa se classe no 1 dans de nombreux pays tels que : la Croatie, Israël et la Lettonie, Argentine, Bulgarie, Canada, Japon, Luxembourg, Estonie, France, Kazakhstan.
Liste des titres
| Barbie: The Album | Barbie: The Album         | Barbie: The Album                  | Barbie: The Album | Barbie: The Album | Barbie: The Album | Barbie: The Album | Barbie: The Album | Barbie: The Album | Barbie: The Album |
| No                | Titre                     | Artiste                            | Durée             |                   |                   |                   |                   |                   |                   |
| ----------------- | ------------------------- | ---------------------------------- | ----------------- | ----------------- | ----------------- | ----------------- | ----------------- | ----------------- | ----------------- |
| 1.                | Pink                      | Lizzo                              | 2:23              |                   |                   |                   |                   |                   |                   |
| 2.                | Dance the Night           | Dua Lipa                           | 2:56              |                   |                   |                   |                   |                   |                   |
| 3.                | Barbie World              | Nicki Minaj et Ice Spice avec Aqua | 1:49              |                   |                   |                   |                   |                   |                   |
| 4.                | Speed Drive               | Charli XCX                         | 1:57              |                   |                   |                   |                   |                   |                   |
| 5.                | WATATI                    | Karol G feat. Aldo Ranks           | 2:46              |                   |                   |                   |                   |                   |                   |
| 6.                | Man I Am                  | Sam Smith                          | 3:07              |                   |                   |                   |                   |                   |                   |
| 7.                | Journey To The Real World | Tame Impala                        | 1:27              |                   |                   |                   |                   |                   |                   |
| 8.                | I'm Just Ken              | Ryan Gosling                       | 3:42              |                   |                   |                   |                   |                   |                   |
| 9.                | Hey Blondie               | Dominic Fike                       | 2:21              |                   |                   |                   |                   |                   |                   |
| 10.               | Home                      | Haim                               | 3:46              |                   |                   |                   |                   |                   |                   |
| 11.               | What Was I Made For?      | Billie Eilish                      | 3:42              |                   |                   |                   |                   |                   |                   |
| 12.               | Forever & Again           | The Kid Laroi                      | 2:19              |                   |                   |                   |                   |                   |                   |
| 13.               | Silver Platter            | Khalid                             | 2:45              |                   |                   |                   |                   |                   |                   |
| 14.               | Angel                     | PinkPantheress                     | 2:03              |                   |                   |                   |                   |                   |                   |
| 15.               | butterflies               | Gayle                              | 2:16              |                   |                   |                   |                   |                   |                   |
| 16.               | Choose Your Fighter       | Ava Max                            | 2:17              |                   |                   |                   |                   |                   |                   |
| 17.               | Barbie Dreams             | Fifty Fifty feat. Kali             | 2:29              |                   |                   |                   |                   |                   |                   |
| 44:05             |                           |                                    |                   |                   |                   |                   |                   |                   |                   |

- Barbie Dreams de Fifty Fifty est disponible uniquement sur la version digitale, le vinyle édition limitée bleu ciel et le CD édition Ken: The Album.
- Une édition spéciale intitulée Barbie: The Album - Best Weekend Ever Edition a été éditée au format digital et en CD et contient Barbie Dreams de Fifty Fifty, la reprise de Push de Matchbox 20 par Ryan Gosling et une reprise de Closer to Fine des Indigo Girls par Brandi Carlile et Catherine Carlile.
- Les chansons Girls Just Want to Have Fun de Cyndi Lauper, Spice Up Your Life des Spice Girls et la version originale de Closer to Fine des Indigo Girls sont utilisées dans le film mais ne figurent pas dans la bande-originale.

## Accueil

### Promotion et sortie

#### Promotion internationale
Dans son ensemble, la promotion du film est dotée d'un budget avoisinant les 150 millions de dollars. L'avant première mondiale du film se déroule le 9 juillet 2023 au Shrine Auditorium de Los Angeles, suivie par une avant-première européenne le 12 juillet 2023 au Cineworld de Leicester Square.
Dans plusieurs pays, Barbie partage son jour de sortie au cinéma avec le film Oppenheimer, un drame biographique sur Robert Oppenheimer, écrit et réalisé par Christopher Nolan et distribué par Universal Pictures. La différence de ton et des sujets des deux films devient virale sur internet, de nombreux internautes inventant une rivalité entre les deux productions, lui donnant le nom de Barbenheimer. Ce phénomène est jugé par plusieurs analystes comme ayant participé indirectement à faire parler des deux films. Aux États-Unis, la chaîne de cinéma AMC Theatres dévoile que plus de 40 000 spectateurs ayant souscrit à leurs services d'abonnement ont réservé des billets pour voir les deux films dans la même journée.
Fin juin 2023, l'équipe du film entame une tournée promotionnelle mondiale durant laquelle les acteurs se rendent dans plusieurs pays afin de promouvoir le film lors d'événements.
Le 14 juillet 2023, le syndicat SAG-AFTRA qui englobe les travailleurs des médias, incluant les acteurs, décide d'une grève générale. À la suite de cette grève, les acteurs membres du syndicat ne doivent plus tourner mais également arrêter toutes activité promotionnelles, dont les interviews. Au moment de cette annonce, la tournée publicitaire du film est presque terminée, néanmoins, l'équipe décide de l'arrêter en soutien aux acteurs grévistes. Margot Robbie se déclare solidaire de ces actions.
Le 9 août 2023, le Koweït décide d'interdire le film parce qu'il va à l'encontre « des valeurs de la foi et de la morale ». Le même jour au Liban, le ministre de la Culture, Mohamad Mourtada demande à la sécurité générale et au ministre de l'Intérieur du pays, Bassam Al-Mawlawi, d'interdire la projection du film dans les salles de cinéma libanaises, sous-prétexte qu'il promeut « l'homosexualité et la transformation sexuelle ». Un comité est chargé de visionner le film, et celui-ci décide finalement que les allégations tenues par le ministre de la Culture sont injustement fondées et qu'il n'y a aucune raison de censurer le film, la date de projection de celui-ci au Liban, est finalement fixée au 31 août. Le 10 août, le film commence à être projeté aux Émirats arabes unis et en Arabie saoudite, après une longue période de doute sur la sortie du film dans ces pays.
Le 13 août 2023, l'Algérie interdit la projection du film dans les salles de cinéma, seulement trois semaines après sa sortie, en affirmant que le film est « contraire aux valeurs de la société algérienne »,. Toutefois, aucune source officielle n’a encore confirmé les motifs de la fin de projection du film.

#### Promotion en France
La promotion française de Barbie se distingue notamment par le manque de transparence accordé à la presse cinéma, traditionnellement conviée aux avant-premières pour pouvoir rédiger des critiques à temps, mais qui dans le cas des journaux spécialisés Télérama, Cahiers du cinéma, So Film ou encore Libération se trouve ainsi privée de projection en avance. L'appellation d'« entretiens exclusifs » accordés par la production avec l'équipe du film est également trompeuse, puisque la plupart de ces entretiens sont pré-enregistrés, contrôlés par la production, et distribués à plusieurs médias.
L'affiche française du film fait également parler d'elle. Dévoilée en juin 2023 par la branche française de Warner Bros., elle devient virale sur les réseaux sociaux. Cette affiche ne traduit pas en effet littéralement la phrase d'accroche de l'affiche originale qui dit « She's everything. He's just Ken » (soit Elle est tout. Il est juste Ken), mais indique « Elle peut tout faire. Lui, c'est juste Ken ». En verlan, « ken » est un mot vulgaire qui signifie faire l'amour, tandis que « c'est » est un homophone de « sait ». Pour de nombreux internautes, le poster français utilise volontairement ces ressemblances pour créer un jeu de mots à lire comme : « Elle peut tout faire. Lui, sait juste faire l'amour ». Un analyste du Hollywood Reporter estime que le jeu de mots est probablement volontaire, le terme « Ken » étant largement connu de la population française. En réaction, Warner Bros. Discovery France se dit satisfait de l'impact de l'affiche sur le public français, sans révéler si ce jeu de mots était volontaire.

### Controverse de la ligne en neuf traits
En juillet 2023, le Viêt Nam annonce que le film ne sera pas diffusé dans le pays en raison de l'apparition d'une carte dans le film qui semble montrer la ligne en neuf traits. Cette ligne, créée par la Chine pour matérialiser ses revendications territoriales, traverse la mer de Chine méridionale et est la cause d'un conflit car la région est revendiquée par plusieurs autres pays dont le Viêt Nam, Taïwan, la Malaisie, Brunei, l'Indonésie et les Philippines. Auparavant d'autres films, dont Abominable (2019) et Uncharted (2022), ont vu leurs sorties annulées dans le pays en raison de l'apparition de la ligne.
En réponse à cette décision, le sénateur Francis Tolentino des Philippines annonce à CNN Philippines que le film pourrait également ne pas être diffusé dans le pays pour cette même raison. Plusieurs sénateurs du pays donnent par la suite leurs avis sur cette possibilité, certains voulant l'annulation de la sortie dans le pays et d'autres demandant au studio de modifier la carte ou alors d'ajouter un avis de non-responsabilité au début du film. Début juillet 2023, l'agence chargée de la classification des films aux Philippines annonce qu'une décision concernant la sortie du film dans le pays est en cours de délibération. La sortie du film aux Philippines est finalement maintenue quelques jours après cette annonce, mais il est dévoilé que la carte sera floutée dans la version du film diffusée dans le pays.
À la suite de cette controverse, Warner Bros. publie un communiqué indiquant que la carte vue dans le film représente un dessin fait au crayon par un enfant et que les lignes dessus ne représentent pas une ligne en neuf traits mais les étapes du voyage de Barbie pour aller de Barbieland vers le vrai monde.

### Produits et médias dérivés

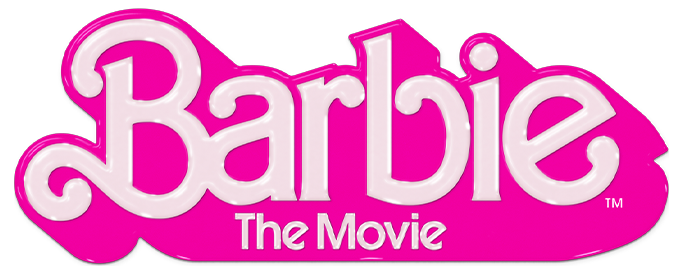
Logo alternatif avec la mention The Movie, utilisé pour les produits dérivés du film.

Afin de promouvoir le film, une large gamme de produits dérivés est éditée par Mattel. La société lance dans un premier temps une collection de poupées reprenant des costumes du film. Mattel édite également une reproduction de la Chevrolet Corvette de 1956 conduite par Barbie dans le film ainsi qu'un set de trois costumes pour poupée Barbie. D’autres jeux et jouets développés avec d’autres marques de Mattel, dont Uno, Hot Wheels, Mega et Fisher-Price, sont aussi édités.
La société signe également plusieurs partenariats avec différentes marques et sociétés afin de lancer des collaborations autour du film, dont par exemple Gap, Impala Skate, Aldo, Forever 21, Primark, Hot Topic, Bloomingdale's, Ulta Beauty, Xbox, ou encore Zara.
Peu avant la sortie du film, le groupe Warner Bros. Discovery lance en collaboration avec Mattel Television, une émission de rénovation intitulée Barbie Dreamhouse Challenge diffusée sur HGTV, l'une de ses chaînes de télévision, afin de promouvoir le film. Le studio met également en location via Airbnb pour une durée limité, une villa décorée à l'image de la maison de Barbie à Malibu en Californie.

### Réception critique
Aux États-Unis, le film reçoit un accueil majoritairement positif de la part des critiques. Sur le site agrégateur de critiques Rotten Tomatoes, il obtient un score de 88 % de critiques positives, avec une note moyenne de 8/10 sur la base de 434 critiques positives et 59 négatives, lui permettant d'obtenir le label « Frais », le certificat de qualité du site.
Le consensus critique établi par le site résume que le film est « une comédie visuellement éblouissante dont le métahumour est intelligemment complété par une narration subversive ». Sur un autre site agrégateur de critiques, Metacritic, le film obtient un score positif de 80/100 sur la base de 67 critiques collectées.
Lors de sa sortie en France, le film n'obtient pas que des bonnes critiques,,, la presse y voyant plutôt une opération marketing de Mattel et d'autres entreprises (Birkenstock, Chanel, etc.). Cependant les critiques apprécient la mise en scène de Gerwig, ses décors et le jeu de l'acteur qui joue Ken, à savoir Ryan Gosling.
Le film est critiqué à la fois par des féministes et des antiféministes, les premiers n'y voyant qu'un féminisme superficiel et capitaliste, tandis que les seconds dénoncent ce qu'ils voient comme de la propagande féministe.

### Réception commerciale
| Pays ou région        | Box-office        | Date d'arrêt du box-office | Nombre de semaines |
| --------------------- | ----------------- | -------------------------- | ------------------ |
| États-Unis,           | 636 228 022 $     | 4 janvier 2024             | 23                 |
| France                | 5 846 809 entrées | 15 novembre 2023           | 17                 |
| Royaume-Uni           | 121 705 856 $     | en cours                   | 23                 |
| Total hors États-Unis | 805 600 000 $     | en cours                   | 24                 |
| Total mondial         | 1 441 828 022 USD | en cours                   | 24                 |

Le film réalise le meilleur démarrage de l'année 2023 aux États-Unis, et le meilleur démarrage de tous les temps pour un film réalisé par une femme, en obtenant 155 millions de dollars sur le territoire américain pour son premier week-end de diffusion en cinéma,,,. Au total, 59 millions d'entrées sont vendues sur le sol américain.
Outre-Atlantique, le film parvient également à réaliser plusieurs records en amassant 194 millions de dollars dans 69 pays, soit le deuxième meilleur démarrage de l’année derrière Super Mario Bros. le film. Le film atteint un cumul mondial de 356 millions de dollars après 5 jours en salle, atteignant la vingt-neuvième place des meilleurs ouvertures mondiales et la dix-neuvième aux États-Unis.
En 12 jours, le film amasse 775 millions de dollars au box-office mondial et atteint par la même occasion la troisième place des films qui ont le plus rapporté cette années devant Fast and Furious 10 et ses 705 millions de dollars.
Le milliard de dollars est atteint par le film 3 semaines après sa sortie en salle. Il devient le deuxième film de 2023 à dépasser ce palier symbolique, derrière Super Mario Bros. le film.
Un mois après sa sortie en salle le film devient le 25e plus grand succès au box-office mondial de tous les temps avec près d’1,2 milliard de dollars cumulé, dépassant le film Les Minions.

## Records
Le film réalise le meilleur démarrage de l'année 2023 aux États-Unis, et le meilleur démarrage de tous les temps pour un film réalisé par une femme, en obtenant 155 millions de dollars sur le territoire américain pour son premier week-end de diffusion en cinéma,,,.
Le film cumule plus d’un milliard de dollars 3 semaines après sa sortie en salle ce qui en fait le premier film réalisé par une femme à dépasser ce palier symbolique dans le monde du cinéma.

## Distinctions

### Récompenses
- Golden Globes 2024 :
  - Meilleure chanson originale pour What Was I Made For ? (Billie Eilish O'Connell, Finneas O'Connell)
  - Meilleure performance cinématographique et au box-office
- Oscars 2024 :  Meilleure chanson originale pour What Was I Made For? (Billie Eilish et Finneas O'Connell)
- Prix Nebula : prix Ray-Bradbury 2023 pour la meilleure approche dramatique pour Greta Gerwig et Noah Baumbach

### Nominations
- BAFTA 2024 :
  - Meilleure actrice pour Margot Robbie
  - Meilleur acteur dans un second rôle pour Ryan Gosling
  - Meilleur scénario original pour Greta Gerwig et Noah Baumbach
  - Meilleurs décors pour Sarah Greenwood (en) et Katie Spencer (en)
  - Meilleurs costumes pour Jacqueline Durran
- Golden Globes 2024[96] :
  - Meilleur film musical ou comédie
  - Meilleure réalisation pour Greta Gerwig
  - Meilleur scénario
  - Meilleure actrice dans un film musical ou comédie pour Margot Robbie
  - Meilleur acteur dans un second rôle pour Ryan Gosling
  - Meilleure chanson originale pour 
    - Dance the Night (Mark Ronson, Andrew Wyatt, Dua Lipa, Caroline Ailin)
    - I'm Just Ken (Mark Ronson, Andrew Watt)
- Oscars 2024 :
  - Meilleur film
  - Meilleur scénario adapté
  - Meilleur acteur dans un second rôle pour Ryan Gosling
  - Meilleure actrice dans un second rôle pour America Ferrera
  - Meilleurs décors et direction artistique
  - Meilleurs costumes
  - Meilleure chanson originale pour I'm Just Ken (Mark Ronson et Andrew Watt)